# Iglesia de Santo Inácio do Colégio dos Jesuítas do Morro do Castelo
La Iglesia de Santo Inácio do Colégio dos Jesuítas do Morro do Castello fue una iglesia católica cuya construcción fue iniciada por los jesuitas pero que nunca llegó a concluirse. Estuvo ubicado en el Morro do Castelo en la ciudad de Río de Janeiro, Brasil. Formaba parte de las dependencias del Colegio de los Jesuitas inaugurado en 1567 bajo el comando del padre Manuel da Nóbrega.
Luego de la expulsión de los jesuitas en 1759, el colegio se convirtió en el Hospital Militar de la Corte donde, en 1808, se fundó la Facultad de Medicina, una de las primeras en Brasil. Luego de la independencia, el Hospital tomó el nombre de São Zacharias, hasta que fue demolido junto con todo el Morro de Castelo en 1922. Partes del edificio, como su campana, se conservan en el Colegio Santo Inácio de Botafogo.